# Kalmarska unija
Kalmarska unija (norveški, danski, švedski: Kalmarunionen) bila je serija personalnih unija između 1397. i 1523. godine, koja je ujedinila Norvešku, Dansku i Švedsku pod jednim monarhom. Svaka zemlja se odrekla svoje suverenosti, ali ne i neovisnosti. 1523. Švedska, nezadovoljna danskom dominacijom, izlazi iz unije formirajući suverenu monarhiju pod Gustavom I. Danska ipak kontrolira Norvešku sve do 1814. godine, koju zatim kontrolira Švedska. Kalmarsku uniju sklopila je danska kraljica Margareta I. Velika u švedskom gradu Kalmaru, koji se tada nalazio na švedsko-danskoj granici, budući da su danske i švedske snage pod zajedničkom akcijom pobijedile švedskog kralja Alberta od Meklenburga, koji je bio germanskog podrijetla.
Švedska, nezadovoljna danskom dominacijom i njenom politikom ratovanja za dijelove današnje Njemačke, se prvi put buni 1439. godine. Ta buna je ugušena, ali je onda nova započela 1470. godine i trajala je desetljećima. Na kraju, propast Kalmarske unije se dogodila 1522. u doba kada se i Švedska i Danska-Norveška našli u pobuni protiv kralja Kristijana II. koji je 20. siječnja 1523. godine prisiljen na abdikaciju u Danskoj-Norveškoj nakon što je godinu dana ranije izgubio kontrolu nad Švedskom. 
Koristeći ovaj opći politički nered u državama Kalmarske unije, Gustav Eriksson regent Švedske i vođa tamošnjih pobunjenika se kruni u lipnju 1523. godine za kralja što predstavlja definitvni kraj Kalmarske unije. Danska je uspjela održati kontrolu nad Norveškom sve do 1814. godine kada je Danska primorana predati Norvešku pod švedsku kontrolu zbog prijetnji Velike Britanije i Švedske.

## Vanjske poveznice
- Kalmarska unija - Proleksis enciklopedija